# Lucien Lazaridès

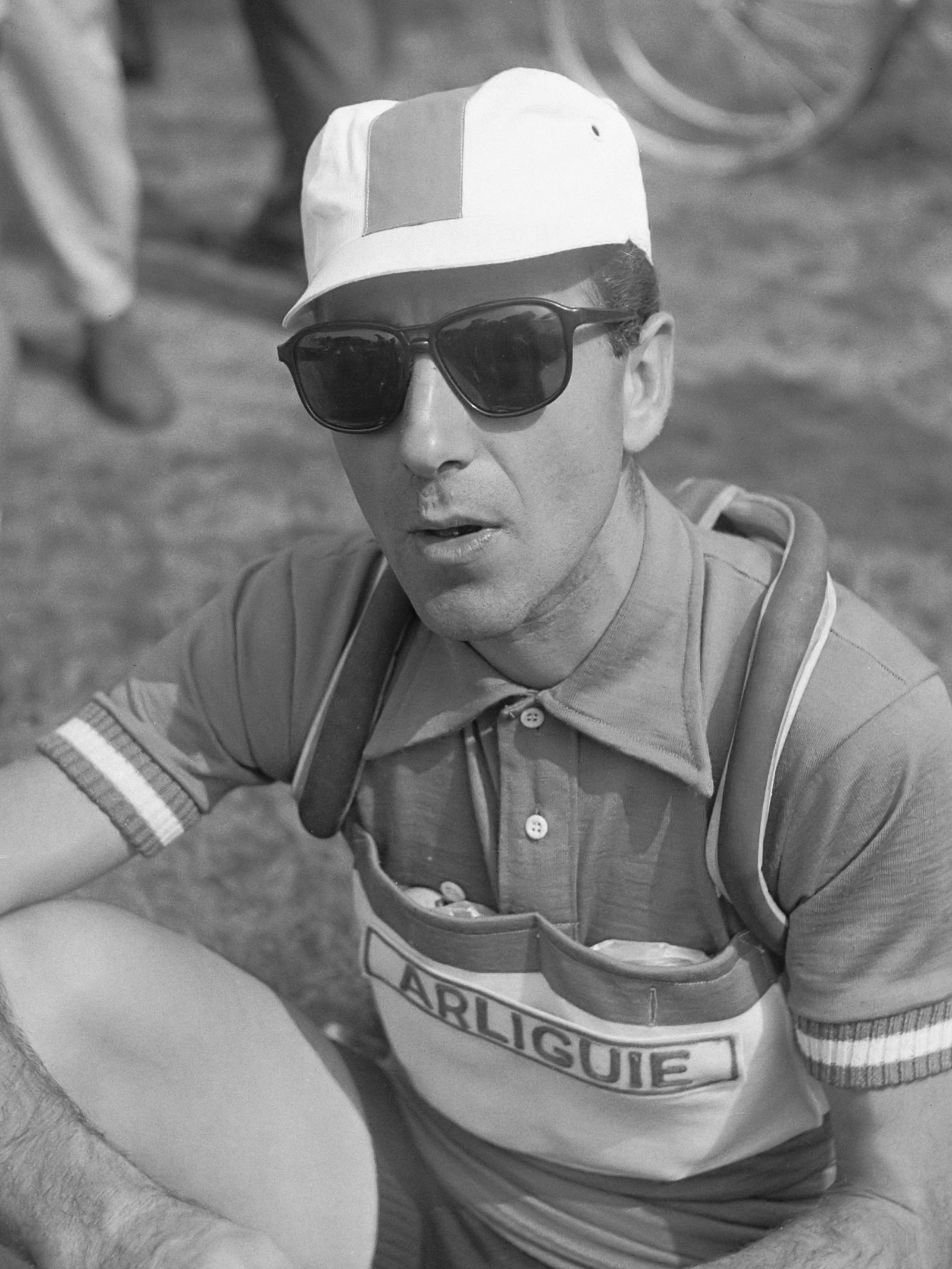
Lucien Lazaridès (1954)

Lucien Lazaridès (* 30. Dezember 1922 in Athen; † 19. Juli 2005 in Cannes) war ein französischer Radrennfahrer.

## Sportliche Laufbahn
Lazaridès, der mit seinen Eltern aus Griechenland nach Frankreich kam, erhielt 1929 die französische Staatsbürgerschaft.
Als Amateur siegte er im Grand Prix de Grasse 1942. 1946 wurde er Unabhängiger und 1951 Berufsfahrer im Radsportteam France Sport-Dunlop. Er blieb bis 1956 aktiv.
Sein erster bedeutender Sieg gelang ihm im Rennen Course de côte de La Turbie, 1948 konnte er das Rennen erneut gewinnen. Dazu kam der Sieg im Etappenrennen Grand Prix de Tande. 1949 siegte er bei Nizza–Mont Agel und im Etappenrennen Critérium du Dauphiné mit einem Etappenerfolg, 1951 gewann er erneut eine Etappe. Auch die Rundfahrt Circuit des six Provinces entschied er 1949 für sich.
Seine bedeutendsten sportlichen Erfolge waren der dritte Platz in der Tour de France 1951 hinter dem Sieger Hugo Koblet und die Etappensiege in der Tour 1954 und 1955. Die Tour de France bestritt er sechsmal und kam immer bis ins Ziel nach Paris. Im Giro d’Italia schied er 1954 aus, 1955 belegte er den 45. Platz im Endklassement.

## Familiäres
Sein jüngerer Bruder Apo Lazaridès war ebenfalls Radrennfahrer.